# Birsig
Il Birsig (in Francia la Birsig) è un affluente alla riva sinistra del Reno, che vi confluisce nel centro della città di Basilea, dopo un percorso di 22 km. Il suo bacino è di circa 80 km². 
Il termine Birsig è un tedesco primitivo; proverrebbe anche dal celtico Bersikos. L'idronimo Birsig è correlato al Birs, affluente di sinistra del Reno. Nell'antico linguaggio europeo vale come "veloce corrente". Birsig può anche essere inteso come "affluente della Birs" o "piccola Birs". 
Il corso superiore del Birsig scorre volgendosi verso Francia e Svizzera. 
La sua valle prende inizialmente il nome di Leimental. Chiamata inizialmente Birsigtal, ha mantenuto tale nome solo per la parte inferiore del corso del fiume; essa appartiene in gran parte al territorio collinoso del Sundgau.

## Corso del fiume
Il Birsig nasce a nord delle colline del Blauen, nei pressi del comune francese di Wolschwiller. Di là, essa scorre in direzione della Svizzera, poi segna il confine tra i due paesi, taglia l'enclave di Rodersdorf, poi parte nel canton Basilea Campagna lungo la valle del Leimental attraversando i comuni di Biel-Benken, Therwil, Oberwil, Bottmingen e Binningen, prima di confluire nel Reno, nella città di Basilea.
Nel perimetro della città, il fiume scorre nel suo letto naturale e le sue rive sono rafforzate in modo da evitare che le piene causino dei danni nella città. In certi quartieri, degli isolati di case furono costruiti direttamente sulle sue rive. 
Utilizzato per molti anni come fogna naturale, esso era noto in città sotto il nome di "grande cloaca" (in lingua tedesca die grosse Kloake) e trasportava parecchie malattie, quali il colera e il tifo.
Ai nostri giorni, la quasi totalità del percorso del Birsig sul territorio del Canton Basilea Città è sotterraneo. Sola la parte che ospita lo zoo di Basilea è visibile per alcune centinaia di metri.

## Ponti
Sul Birsig si trovano nella zona francese dell'estuario numerosi ponticelli; il più a monte, chiamato Birsigbrücke, si trova a Rodersdorf, per 360 m lungo la Oltingerstrasse, poi a valle seguono a Biel-Benken, Oberwil, Bottmingen e Binningen, altri ponti stradali e ponticelli. 
I tre più significativi stanno nella zona cittadina di Basilea: il Dorenbachviadukt, il Birsigviadukt e lo Heuwaage-Viadukt. Numerosi altri ponticelli e ponti al centro della città furono nel Medioevo demoliti o al più tardi nel XX secolo, integrati nel fabbricato del Canale di Dole.